# Onthophagus rhinophyllus
Onthophagus rhinophyllus Harold, 1868 es un escarabajo de la subfamilia Scarabaeinae que fue descrito a partir de material proveniente de Venezuela, y que está distribuido en México, Guatemala, Colombia y Venezuela.
Es considerado un miembro del grupo Clypeatus del género Onthophagus. A pesar de que el género en sí es predominantemente coprófago, muchas de las especies dentro de este grupo muestran una tendencia a alimentarse de fruta en descomposición o carroña.